# Teraphis
Teraphis is een geslacht van kevers uit de familie van de loopkevers (Carabidae). De wetenschappelijke naam van het geslacht is voor het eerst geldig gepubliceerd in 1867 door Castelnau.

## Soorten
Het geslacht Teraphis omvat de volgende soorten:
- Teraphis cavicola Moore, 1977
- Teraphis crenulata (Sloane, 1923)
- Teraphis elongata Castelnau, 1867
- Teraphis helmsi (Sloane, 1890)
- Teraphis melbournensis Castelnau, 1867
- Teraphis tasmanica (Sloane, 1920)